# Eudorylas mutillatus
Eudorylas mutillatus är en tvåvingeart som beskrevs av Friedrich Hermann Loew 1858. Eudorylas mutillatus ingår i släktet Eudorylas och familjen ögonflugor. Inga underarter finns listade i Catalogue of Life.